# Cotoneaster suavis
Cotoneaster suavis es una especie de planta del género Cotoneaster, perteneciente a la familia Rosaceae.

## Taxonomía
Cotoneaster suavis fue descrita por Antonina Poyárkova en 1954.

## Distribución
Se encuentra en el territorio del Cáucaso hasta Asia Central y Afganistán.